# Sallisaw
Sallisaw è un comune degli Stati Uniti d'America, situato nello Stato dell'Oklahoma, nella Contea di Sequoyah, della quale è il capoluogo.
È la città di origine della famiglia Joad, protagonista del romanzo Furore di John Steinbeck.